# Куприяновский, Павел Вячеславович
Па́вел Вячесла́вович Куприя́новский (19 декабря 1919, Тотемский уезд, Вологодская губерния — 13 ноября 2002, г. Иваново) — советский и российский учёный-литературовед, литературный критик и педагог высшей школы. Доктор филологических наук, профессор, заслуженный деятель науки РСФСР, почётный работник высшего профессионального образования РФ. Автор многих книг и статей о русской и советской литературе, основатель ивановской школы филологии.

## Биография
Родился в селе Семёново Биряковской волости Тотемского уезда Вологодской губернии (ныне — в Сокольском районе Вологодской области) в крестьянской семье.
В 1930-е годы с родителями переселился в город Кохма Ивановской области, среднюю школу окончил с отличием. Поступил в Ленинградский педагогический институт имени М. Н. Покровского (1939), но с началом Великой Отечественной войны вынужден был вернуться на родину в Ивановскую область.
Ускоренно окончил Ивановский педагогический институт (1942), по окончании преподавал русский язык и литературу в средней школе № 6 города Кохмы. В 1943 году поступил в аспирантуру при кафедре истории русской литературы Ленинградского пединститута. Кандидат наук (1946, диссертация «Журнал „Северный вестник“ 90-х годов и его литературная позиция»).
С 1946 года преподавал в Ивановском педагогическом институте, многие годы возглавлял кафедру теории литературы и русской литературы XX века Ивановского государственного университета, был деканом историко-филологического факультета.
Печатался с 1948 года.
Доктор наук (1968, диссертация «Д. А. Фурманов» в 2 томах), в 1966 году присвоено звание профессора.
В 1962 году принят в Союз писателей СССР.
Награждён Почётной грамотой Президиума Верховного Совета Российской Федерации (1993).
Похоронен на старом кладбище в городе Кохма.
Дочь Анна — кандидат химических наук. Архив П. В. Куприяновского передан его зятем Василием Баделиным на хранение в Государственный архив Ивановской области.

## Научные интересы
Основные работы посвящены Л. Толстому, А. Блоку, М. Горькому, Д. Фурманову, писателям Ивановской области — Е. Вихреву, М. Шошину, М. Кочневу, Д. Семеновскому и др., литературе периода Великой Отечественной войны.

## Память

Мемориальная доска на здании Ивановского государственного университета

Мемориальная доска открыта к столетию со дня рождения учёного (2019) на здании 1-го учебного корпуса Ивановского государственного университета по адресу: ул. Ермака, д. 37/7
В память П. В. Куприяновского проводятся научные конференции